# Fusion Factor – Wenn Macht zur tödlichen Gefahr wird
Fusion Factor  – Wenn Macht zur tödlichen Gefahr wird (Originaltitel: Power Play) ist ein amerikanischer Actionfilm des Regisseurs Joseph Zito aus dem Jahr 2003 mit Dylan Walsh, Alison Eastwood,  Tobin Bell und Brixton Karnes.

## Handlung
Der Journalist Matt Nash gerät bei seinen Ermittlungen immer wieder in Schwierigkeiten. So wird er bei seinen Recherchen im Drogenmilieu angeschossen und überlebt nur dank einer schusssicheren Weste. Seine Chefredakteurin will ihn daher entlassen, weil sie um den guten Ruf ihrer Zeitung, den Examiner, fürchtet. Sie gibt ihm jedoch noch eine letzte Chance und beauftragt ihn mit einer vermeintlich ungefährlichen Recherche nach der Suche dreier vermisster Umweltaktivisten. Diese drangen zuvor in die Firmenzentrale des Energieversorgungsunternehmens Saturn Energy ein und stahlen Daten über ein geheimes Projekt. Dabei wurden die drei Aktivisten entdeckt und von Mitarbeitern des Unternehmens unter der Leitung des Sicherheitschefs Clemens getötet.
Matt nimmt Kontakt mit der Gruppe auf und verschafft sich Zutritt zu einem geheimen Firmengelände des Unternehmens außerhalb der Stadt. Dort entdeckt er, dass das Unternehmen auf der Suche nach einer alternativen Energiequelle ist. Unter Leitung eines ehemaligen Energieministers arbeitet man an einer neuen Technik, die das Land unabhängig von fossilen Brennstoffen machen soll. Im Probebetrieb verschafft man sich Zugang zum Stromnetz von Los Angeles und überbrückt für die Zeit des Probebetriebs die konventionelle Stromversorgung mit dem experimentell erzeugten Strom. Dies erklärt auch die Stromausfälle, von denen die Stadt seit geraumer Zeit betroffen ist. Die Technik hat jedoch einen entscheidenden Nachteil: Bei der Erzeugung der Energie entsteht eine enorme Menge Hitze, die abgeführt werden muss. Sie wird auf dem Firmengelände in den Erdboden geleitet. Im Boden unter dem Gelände befindet sich jedoch ein Riss, der zu einer unkontrollierten Abfuhr der Wärme führt. Ein Mitarbeiter des Unternehmens findet heraus, dass hierdurch vermehrt Erdbeben in der Stadt ausgelöst werden. Er will die Öffentlichkeit vor den Experimenten warnen, kommt aber bei einer Explosion ums Leben.
Mittlerweile ist es Matt gelungen, das Vertrauen von Gabrielle St. John, einer leitenden Angestellten des Unternehmens, zu gewinnen. Mit ihrer Hilfe deckt er das Verbrechen an den drei Umweltaktivisten auf. Währenddessen laufen die Vorbereitungen für ein letztes Experiment in der Forschungsanlage auf Hochtouren. Erstmals soll die Anlage mit voller Leistung gefahren werden. Hierdurch droht jedoch ein gewaltiges Erdbeben, welches die gesamte Stadt zerstören könnte. Matt und Gabrielle verschaffen sich erneut Zugang zum Forschungsgelände. Es gelingt ihnen, die Anlage so zu sabotieren, dass sie schließlich zerstört wird. Der Ex-Minister, Clemens und seine Angestellten werden verhaftet.

## Erstaufführung
- Der Film wurde in Deutschland erstmals am 25. August 2003 auf DVD veröffentlicht.

## Kritik
„Mit fadenscheinigen Effekten vollgepackter Actionfilm, der seine Zerstörungsorgie mit den üblichen Zutaten garniert.“